# Lijst van nummer 1-hits in Noorwegen in 2018
Deze hits stonden in 2018 op nummer 1 in de VG-lista, de bekendste hitlijst in Noorwegen.
| Week | Artiest                                          | Titel                           |
| ---- | ------------------------------------------------ | ------------------------------- |
| 1    | Eminem & Ed Sheeran                              | River                           |
| 2    | Eminem & Ed Sheeran                              | River                           |
| 3    | MARS, Karpe Diem, Unge Ferrari & Arif            | Jeg bruker ikke kondom          |
| 4    | MARS, Karpe Diem, Unge Ferrari & Arif            | Jeg bruker ikke kondom          |
| 5    | MARS, Karpe Diem, Unge Ferrari & Arif            | Jeg bruker ikke kondom          |
| 6    | Rudimental, Jess Glynne, Macklemore & Dan Caplen | These days                      |
| 7    | Rudimental, Jess Glynne, Macklemore & Dan Caplen | These days                      |
| 8    | Rudimental, Jess Glynne, Macklemore & Dan Caplen | These days                      |
| 9    | Rudimental, Jess Glynne, Macklemore & Dan Caplen | These days                      |
| 10   | Rudimental, Jess Glynne, Macklemore & Dan Caplen | These days                      |
| 11   | Rudimental, Jess Glynne, Macklemore & Dan Caplen | These days                      |
| 12   | Rudimental, Jess Glynne, Macklemore & Dan Caplen | These days                      |
| 13   | Rudimental, Jess Glynne, Macklemore & Dan Caplen | These days                      |
| 14   | Rudimental, Jess Glynne, Macklemore & Dan Caplen | These days                      |
| 15   | Rudimental, Jess Glynne, Macklemore & Dan Caplen | These days                      |
| 16   | David Guetta & Sia                               | Flames                          |
| 17   | Ariana Grande                                    | No tears left to cry            |
| 18   | Post Malone                                      | Better Now                      |
| 19   | Post Malone                                      | Better now                      |
| 20   | Post Malone                                      | Better now                      |
| 21   | Alan Walker, Julie Bergan, K-391 & SEUNGRI       | Ignite                          |
| 22   | Alan Walker, Julie Bergan, K-391 & SEUNGRI       | Ignite                          |
| 23   | Mads Hansen                                      | Sommerkroppen                   |
| 24   | Mads Hansen                                      | Sommerkroppen                   |
| 25   | Mads Hansen                                      | Sommerkroppen                   |
| 26   | Mads Hansen                                      | Sommerkroppen                   |
| 27   | Mads Hansen                                      | Sommerkroppen                   |
| 28   | Mads Hansen                                      | Sommerkroppen                   |
| 29   | Mads Hansen                                      | Sommerkroppen                   |
| 30   | Mads Hansen                                      | Sommerkroppen                   |
| 31   | Alan Walker, Au/Ra & Tomine Harket               | Darkside                        |
| 32   | Alan Walker, Au/Ra & Tomine Harket               | Darkside                        |
| 33   | Alan Walker, Au/Ra & Tomine Harket               | Darkside                        |
| 34   | Alan Walker, Au/Ra & Tomine Harket               | Darkside                        |
| 35   | Alan Walker, Au/Ra & Tomine Harket               | Darkside                        |
| 36   | Dynoro & Gigi D'Agostino                         | In my mind                      |
| 37   | Dynoro & Gigi D'Agostino                         | In my mind                      |
| 38   | Dynoro & Gigi D'Agostino                         | In my mind                      |
| 39   | Lil Peep & XXXTentacion                          | Falling down                    |
| 40   | Alan Walker & Sophia Somajo                      | Diamond heart                   |
| 41   | Alan Walker & Sophia Samajo                      | Diamond heart                   |
| 42   | Ava Max                                          | Sweet but psycho                |
| 43   | Ava Max                                          | Sweet but psycho                |
| 44   | Ava Max                                          | Sweet but psycho                |
| 45   | Ava Max                                          | Sweet but psycho                |
| 46   | Ava Max                                          | Sweet but psycho                |
| 47   | Ava Max                                          | Sweet but psycho                |
| 48   | Erik Follstad & Linni Meister                    | Juletragedien                   |
| 49   | Erik Follstad & Linni Meister                    | Juletragedien                   |
| 50   | Erik Follstad & Linni Meister                    | Juletragedien                   |
| 51   | Erik Follstad & Linni Meister                    | Juletragedien                   |
| 52   | Mariah Carey                                     | All I want for Christmas is you |